# Великий Утриш (заказник)
Великий Утриш — природний заповідник, розташований за 20 кілометрів на південний схід від Анапи. Знаходиться на Абрауському півострові. Великий Утриш за своєю красою і різноманітністю по праву вважається перлиною чорноморського узбережжя. Гори і скелясті обриви, невеликі лагуни, прекрасні галькові пляжі, найчистіше море роблять «Великий Утриш привабливим місцем для відпочинку.

## Природні умови
Найвища точка заповідника знаходиться на висоті 548 м над рівнем моря. Гори Великого Утриша неповторні і схожі на казкових велетнів, які вирішили зробити привал на берегах Чорного моря, круті скелі обриваються прямо в море і приховують невеликі лагуни від сторонніх очей. Уся ця пишність покрита реліктовим лісом із граба, скелястого дуба і ялівцю. Такий видатний ландшафт виник в результаті землетрусу, який стався тут кілька мільйонів років тому. За легендою саме тут Зевс ударив блискавкою в землю, прикувавши Прометея до однієї з скель в покарання за те, що той вкрав у богів вогонь і подарував його людям. Також за легендою Прометей з уламка цієї скелі зробив собі перстень, саме тому багато туристів зараз привозять звичайні камені з подорожі в це казкове місце. На невеликому мисі Великого Утриша стоїть маяк — красива і корисна споруда, прикрашена барельєфом, звідки відкривається прекрасний вид на околиці і де традиційно фотографуються на пам'ять.

## Відпочинок
У Великому Утриші кілька пляжів, найпопулярніший з них знаходиться біля Утришського дельфінарію, цей пляж, водночас, самий облаштований, тут є кілька кафе, ресторанів, а поблизу можна зняти кімнату.
Цей пляж влітку переповнений відпочиваючими. За 2 кілометри від нього вам відкривається чудове видовище: водоспад близько п'яти метрів заввишки, прямо на березі моря. Тут влітку розбивається наметове містечко, далі по березі розташовані три лагуни. Тут царство дикого відпочинку — нудистські пляжі, намети, багаття вечорами і походи.
У Великому Утриші є закрита бухта, де розташовується яхт-клуб. Тут багата морська фауна, дуже багато риби (водяться камбала, обапіл, морський йорж) і інших морських жителів (наприклад, устриці, мідії). Популярним заняттям тут, крім риболовлі, є також дайвінг і підводне полювання.

## Флора і фауна

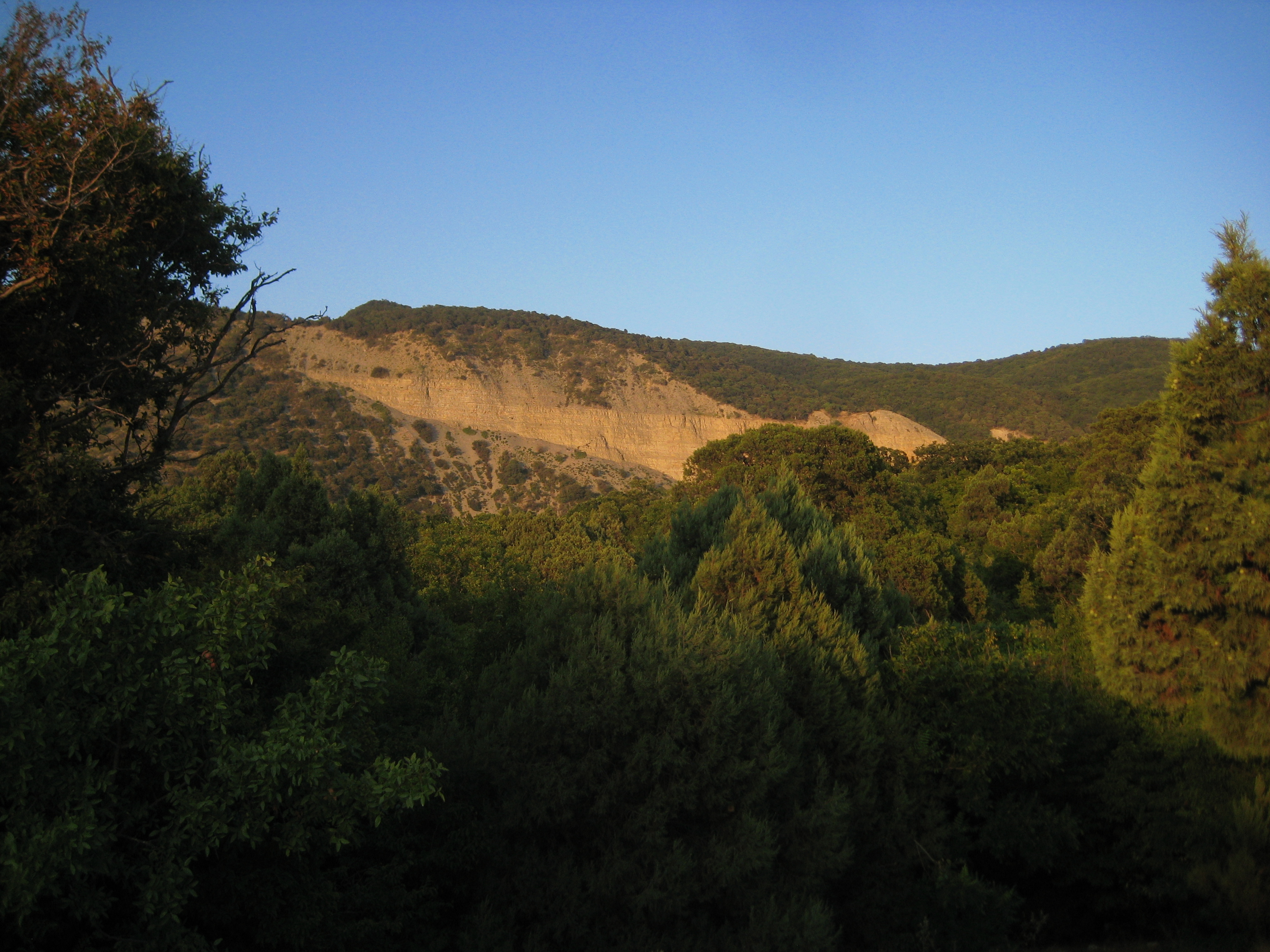
Гори заповідника, покриті реліктовим лісом

Тут мешкають рідкісні види середземноморських метеликів. Є унікальний ялівцево-фісташковий ліс в районі другої і третьої лагун — сама екологічно цінна, на думку експертів, територія, але це також місце, де планується побудувати так званий "фізкультурно-оздоровчий комплекс". Всього тут налічується 75 видів трав'янистих рослин, 107 видів дерев і чагарників. Близько 60 видів занесені до Червоної книги. У лісах Великого Утриша знайдені дерева, вік яких становить близько 1000 років. З птахів тут гніздяться змієїд, орлан-білохвіст, чорний гриф, стерв'ятник та сапсан, а також величезне біорізноманіття видів у період весняних і осінніх перельотів по морському узбережжю. Слід виділити такий рідкісний вид, як лебідь-шипун, зимуючий у прибережних озерах лиманного типу.

## Охорона заповідника
Охорона заповідника знаходиться в плачевному стані. Дирекція Великому Утриша була розформована ще в 1996 році. Найдраматичніша ситуація склалася взимку 2008-2009 років. У листопаді 2008 року почалося будівництво «лісогосподарської протипожежної дороги». Воно велося нелегальним — без проведення необхідних експертиз та домовленостей. У грудні 2008 року будівництво було визнано незаконним органами прокуратури, проте будівельники продовжували працювати і планували вивести дорогу до моря до початку січня 2009 року. Тільки після радикальних громадських акцій будівництво було зупинено 12 січня 2008 року.
19 січня 2012 року сайт держзакупівель опублікував інформацію про конкурс на підготовку матеріалів для ліквідації заказника Великий Утриш. Замовником ліквідації цього об'єкта є Департамент природних ресурсів і державного екологічного контролю Краснодарського краю.